# Степенуване (граматика)
Степен е граматическа категория, изразяваща интензивност на признак. Степен се нарича също коя да е от различните форми на една дума, изразяваща признак, различаващи се само по интензивността на признака. Степенуване се нарича образуването на такива форми.
Пример за степенуване:
добър, по-добър, най-добър.
Интензивност на признак може да се изразява и лексикално, но това не се смята за степенуване в граматическия смисъл:
добър, много добър, извънредно добър.
Поради възможността за лексикално изразяване на интензивност не всички езици са развили граматически средства за степенуване. В езиците, които разполагат с такива средства, те са доста разнообразни.

## Степенуване в различни езици

### В българския език
В българския език се степенуват предимно качествените прилагателни и наречията. Те имат три степени: положителна, сравнителна и превъзходна (суперлатив). Положителната степен (най-ниската) се изразява с основната форма, евентуално променена по род и число (при прилагателните). Сравнителната и превъзходната степен се образуват с частиците по- и най-, които се поставят пред думата, отделят се от нея с тиренце (дефис) и се изговарят с ударение. Понятието прилагателни тук се разбира в широк смисъл: то включва също онези причастия, които могат да служат като определения в изречението.
Примери за степенуване при различни части на речта:
- Наречие:

добре, по-добре, най-добре.
- Качествено прилагателно име:

красив, по-красив, най-красив.
- Сегашно деятелно причастие:

знаещ, по-знаещ, най-знаещ.
- Минало страдателно причастие:

прочут, по-прочут, най-прочут.
- Минало свършено деятелно причастие:

остарелият, по-остарелият, най-остарелият.
Степенуват се и други части на речта, стига смисълът на съответната дума да допуска това. Частиците по̀ и най се пишат с тиренце (дефис) при всички прилагателни в широк смисъл, а при другите части на речта се пишат без тиренце (отново пред думата, която поясняват), като на частицата по̀ се слага ударение, за да се различи от неударения предлог по. Могат да се степенуват не само отделни думи, но и цели изрази.
Примери:
- Относително прилагателно име в преносен смисъл:

Наричат Възраждането най-българското време.
- Числително редно име:

Те бяха първи по успех, а той бе най-първият измежду тях.
- Съществително име:

Всички хора са хора, ама умните са по̀ хора.
- Глагол:

по̀ харесвам, най обичам.
- Цял израз:

по̀ към стената, най в средата.
Миналите свършени деятелни причастия могат да служат в изречението като сказуеми (тоест с глаголното си значение) или като определения (прилагателни в широк смисъл). В първия случай частиците по̀ и най се пишат разделно, във втория случай се пишат полуслято:
- Всяка от трите беди състарила Иван, но най остарял след смъртта на жена си.
- Иван ми се видя най-остарял от всички приятели.

Думата много е особен случай. Тя образува превъзходна степен най-много по стандартния начин, обаче сравнителната степен по-много се употребява сравнително рядко. Вместо нея обикновено се използва думата повече, която се пише слято, тъй като не се схваща като производна на вече.

### В руския език
Прилагателните и наречията в руския език също имат три степени: положителна, сравнителна и превъзходна. Сравнителната и превъзходната степен имат по две форми: проста и сложна.
Простата форма на сравнителната степен се образува с окончанията -ее (-ей) или -е според основата на думата. Когато основата завършва на -г, -к, -х, -д или -т, се използва окончанието -е и настъпва промяна в съгласната, което се обяснява с палатализацията в славянските езици. Могат да изпаднат непостоянни гласни. Простата форма е обща за всички родове и числа и не се скланя.
Примери:
- сильный – сильнее;
- быстрый – быстрее;
- крепкий – крепче;
- строгий – строже;
- тихий – тише;
- близкий – ближе;
- далёкий – дальше;
- высокий – выше;
- глубокий – глубже;
- сладкий – слаще;
- редкий – реже;
- частый – чаще;
- молодой – моложе;
- старый – старше;
- ранний – раньше.

Няма разлика в значенията между окончанията -ее и -ей (напр. сильнее и сильней), само че вариантът с -ей е разговорен.
Сложната форма на сравнителната степен се образува с думата более (или менее, „по-малко“), поставена пред положителната степен:
более сильный, более крепкий, менее сладкий.
Простата форма на сравнителната степен на прилагателните се използва, когато те са сказуеми, а сложната форма се употребява, когато прилагателното е определение (вкл. определение на именно сказуемо):
- Вольга длиннее Дона. („Волга е по-дълга от Дон.“)
- Это более длинная река. („Това е по-дълга(та) река.“)

Превъзходната степен също има две форми: проста и сложна.
- Простата форма се образува с окончанията -ейш- и -айш- и също се мени по род и число:

сильнейший, ближайший, величайший.
Простата форма се използва само в т.нар. висок стил:
Это величайшая из наших побед. („Това е величайшата от победите ни.“)
- Сложната форма се образува с думата самый, която се мени по род и число:

самый близкий („най-близък“).
Сложната форма за превъзходна степен се предпочита пред простата почти винаги, тъй като е неутрална.

### В английския език
Образуването на степените за сравнение на прилагателните в английския език зависи от дължината на думата:
- Едносричните думи и някои двусрични образуват сравнителна степен с окончание -er и превъзходна степен с окончание -est, като са възможни промени в крайната гласна или съгласна:

cheaper, harder, cleverer;
hot — hotter;
easy — easier.
- Думите с три и повече срички и някои двусрични образуват сравнителна степен с думата more и превъзходна степен с думата most:

more modern, more serious, most comfortable.
Тук спадат всички думи, завършващи на -ern или -ous, както и наречието often:
often — more often — most often.
Всички думи, завършващи на -ly, образуват сложни степени за сравнение:
more quietly, most slowly.
Единственото изключение е думата early (като прилагателно и като наречие):
early — earlier — earliest.
- Някои наречия и прилагателни образуват неправилно степените за сравнение:

good / well — better — best;
bad / badly — worse — worst;
far — farther / further — farthest / furthest.
old — older / elder — oldest / eldest.
Между вариантите има разлика в смисъла. Например elder и eldest се употребяват само за членове на едно семейство, и то само със съществително:
John is my elder brother.
My brother John is older than me.

## Употреба на превъзходната степен

### Значения на превъзходната степен
Основната употреба на превъзходната степен е изразяването на факта, че лицето или предметът притежава въпросното качество в най-висока степен измежду всички предмети, с които се сравнява:
This is the cleverest thing he has ever said.
Това е най-умното нещо, казано някога от него.
Превъзходната степен може обаче да е синоним на доста / твърде:
It was most generous of you. = It was very generous of you.
Обясних му най-строго. = Обясних му много строго.

### Суперлативи по смисъл
Има думи, които са суперлативи по смисъл, затова не могат да се степенуват (степенуването им се смята за стилистична грешка). Такава е например думата гениален.

### Членуване на превъзходната степен
Превъзходната степен, когато се използва в абсолютен смисъл, обикновено се членува, тъй като съответният предмет често е единствен:
най-хубавото птиче;
най-високото от трите деца.
В математиката обаче членуването се допуска само когато единствеността на обекта е сигурна:
най-голямата стойност на функцията.
Иначе се използва нечленуван израз:
най-лоши входни данни
(може да има няколко такива комплекта).